# Copa Hopman de 2012
A Copa Hopman de 2012 foi a 24ª edição do torneio entre países do tênis em mistas, organizada pela Federação Internacional de Tênis.
Petra Kvitová e Tomáš Berdych da República Checa bateram os franceses Marion Bartoli e Richard Gasquet na final.

## Final

### República Checa vs. França
| República Tcheca 2 | Burswood Entertainment Complex, Perth 7 de janeiro de 2012, 15:00 AWST (UTC+8) duro (coberto) | Burswood Entertainment Complex, Perth 7 de janeiro de 2012, 15:00 AWST (UTC+8) duro (coberto) | França 0 |     |   |            |
| \| \| \| \| 1 \| 2 \| 3 \| \| \| - \| \| -------------------------------------------------------------- \| ---- \| --- \| - \| ---------- \| \| 1 \| \| Petra Kvitová Marion Bartoli \| 7 5 \| 6 1 \| \| \| \| 2 \| \| Tomáš Berdych Richard Gasquet \| 7 60 \| 6 4 \| \| \| \| 3 \| \| Petra Kvitová / Tomáš Berdych Marion Bartoli / Richard Gasquet \| \| \| \| não jogado \| |                                                                                               |                                                                                               |          |     |   |            |
| |                                                                                               |                                                                                               | 1        | 2   | 3 |            |
| 1 | Chéquia · França                                                                              | Petra Kvitová Marion Bartoli                                                                  | 7 5      | 6 1 |   |            |
| 2 | Chéquia · França                                                                              | Tomáš Berdych Richard Gasquet                                                                 | 7 60     | 6 4 |   |            |
| 3 | Chéquia · França                                                                              | Petra Kvitová / Tomáš Berdych Marion Bartoli / Richard Gasquet                                |          |     |   | não jogado |